# Увийский сельсовет
Увийский сельсовет — сельское поселение в Тоншаевском районе Нижегородской области.
Административный центр — деревня Большие Селки.

## История
Статус и границы сельского поселения установлены Законом Нижегородской области от 15 июня 2004 года № 60-З «О наделении муниципальных образований — городов, рабочих посёлков и сельсоветов Нижегородской области статусом городского, сельского поселения».

## Население
| 2002 | 2010 | 2012 | 2013 | 2014 | 2015 | 2016 |
| ---- | ---- | ---- | ---- | ---- | ---- | ---- |
| 551  | ↘474 | ↘444 | ↘430 | ↘421 | ↘413 | ↘406 |
| 2017 | 2018 | 2019 | 2020 |      |      |      |
| ↘392 | ↗394 | ↘389 | ↘370 |      |      |      |

## Состав сельского поселения
| № | Населённый пункт      | Тип населённого пункта          | Население |
| - | --------------------- | ------------------------------- | --------- |
| 1 | Большие Селки         | деревня, административный центр | ↘276      |
| 2 | Колдырята             | деревня                         | ↘18       |
| 3 | Лесоучастка Арбинский | посёлок                         | ↘86       |
| 4 | Луговка               | деревня                         | ↘2        |
| 5 | Малые Селки           | деревня                         | ↘26       |
| 6 | Пекшик                | деревня                         | ↘6        |
| 7 | Плащенер              | деревня                         | →2        |
| 8 | Ромачи                | деревня                         | ↘56       |
| 9 | Шимбуй                | деревня                         | ↘2        |